# Championnat du monde des rallyes 2012
Navigation
2011 2013
Le championnat du monde des rallyes 2012 est la 40e édition du championnat du monde des rallyes. Il comporte 13 manches au calendrier.

## Participants

### Pilotes
Transferts d'intersaison :
- Mikko Hirvonen, pilote Ford depuis 7 saisons consécutives et vice-champion du monde 2011, prend la place de Sébastien Ogier au sein de Citroën Racing[1].
- Sébastien Ogier est libéré de son contrat avec Citroën Racing avant son terme et signe avec Volkswagen Motorsport pour le développement de la future Polo R WRC prévue pour la saison 2013.
- Petter Solberg quitte son statut de pilote privé et rejoint l'équipe d'usine Ford en prenant le baquet de Mikko Hirvonen.

Tous les équipages, composés chacun d'un pilote et d'un copilote, participant à au moins un rallye de la saison sont susceptibles de marquer des points au championnat du monde des pilotes et au championnat du monde des copilotes. Les championnats pilotes et copilotes regroupent les équipages participant au championnat du monde constructeurs et les équipages n'y participant pas.

### Écuries du championnat constructeurs
Huit écuries, qui totalisent douze équipages composés chacun d'un pilote et d'un copilote, participent au championnat du monde des constructeurs. Parmi celles-ci, trois écuries d'usine désignées officiellement constructeurs ou manufacturers et cinq écuries privées désignées équipes WRC ou WRC teams. Les trois écuries représentant officiellement un constructeur automobile sont Citroën Total World Rally Team, Ford World Rally Team et WRC Team Mini Portugal. Les écuries privées sont M-Sport Ford World Rally Team, Qatar World Rally Team, Citroën Junior World Rally Team, Brazil World Rally Team et Adapta World Rally Team,.
Chacune des trois écuries dites constructeur s'engage à participer à tous les rallyes de la saison avec au moins deux voitures WRC, mais seuls au maximum deux équipages désignés avant chaque rallye peuvent lui apporter des points au championnat constructeurs. Chacune des cinq écuries privées s'engage à disputer au minimum sept rallyes, qui sont précisés au moment de l'inscription de l'écurie, dont deux rallyes hors d'Europe avec une ou plusieurs voitures WRC de la même marque. Comme pour les écuries officielles, une écurie privée peut marquer des points par l'intermédiaire d'au maximum deux pilotes désignés à l'avance.
Le Mini WRC Team de Dani Sordo est initialement inscrit au championnat constructeurs comme écurie officielle de Mini et dispute en janvier le Rallye Monte-Carlo sous ce statut. Début février, le constructeur Mini retire au Mini WRC Team le statut d'écurie usine. Le WRC Team Mini Portugal du pilote Armindo Araújo devient alors l'écurie officielle Mini pour les douze autres rallye de la saison, alors que le Mini WRC Team de Dani Sordo devient une écurie privée. Cette modification est confirmée le 27 mars 2012, date de clôture des inscriptions aux différents championnats du monde constructeurs, pilotes et copilotes. Le WRC Team Mini Portugal a néanmoins choisi de ne pas marquer de points pour le championnat du monde des constructeurs,.
| Écurie                          | Constructeur                | Voiture                    | Pneus | N° | Pilote             | Copilote             | Manches        |
| ------------------------------- | --------------------------- | -------------------------- | ----- | -- | ------------------ | -------------------- | -------------- |
| Citroën Total World Rally Team  | Citroën (écurie officielle) | Citroën DS3 WRC            | M     | 1  | Sébastien Loeb     | Daniel Elena         | Toutes         |
| Citroën Total World Rally Team  | Citroën (écurie officielle) | Citroën DS3 WRC            | M     | 2  | Mikko Hirvonen     | Jarmo Lehtinen       | Toutes         |
| Ford World Rally Team           | Ford (écurie officielle)    | Ford Fiesta RS WRC         | M     | 3  | Jari-Matti Latvala | Miikka Anttila       | 1-4, 6-13      |
| Ford World Rally Team           | Ford (écurie officielle)    | Ford Fiesta RS WRC         | M     | 3  | Dani Sordo         | Carlos del Barrio    | 5              |
| Ford World Rally Team           | Ford (écurie officielle)    | Ford Fiesta RS WRC         | M     | 4  | Petter Solberg     | Chris Patterson      | Toutes         |
| M-Sport Ford World Rally Team   | Ford                        | Ford Fiesta RS WRC         | M     | 5  | Ott Tänak          | Kuldar Sikk          | Toutes         |
| M-Sport Ford World Rally Team   | Ford                        | Ford Fiesta RS WRC         | M     | 6  | Evgeny Novikov     | Denis Giraudet       | 1-8            |
| M-Sport Ford World Rally Team   | Ford                        | Ford Fiesta RS WRC         | M     | 6  | Evgeny Novikov     | Nicolas Klinger      | 9              |
| M-Sport Ford World Rally Team   | Ford                        | Ford Fiesta RS WRC         | M     | 6  | Evgeny Novikov     | Ilka Minor           | 10-12          |
| M-Sport Ford World Rally Team   | Ford                        | Ford Fiesta RS WRC         | M     | 6  | John Powell        | Michael Fennell jr   | 13             |
| Qatar World Rally Team,         | Citroën                     | Citroën DS3 WRC            | M     | 7  | Nasser Al-Attiyah  | Giovanni Bernacchini | 2-6, 9-11      |
| Qatar World Rally Team,         | Citroën                     | Citroën DS3 WRC            | M     | 7  | Thierry Neuville   | Nicolas Gilsoul      | 7, 12          |
| Qatar World Rally Team,         | Citroën                     | Citroën DS3 WRC            | M     | 7  | Chris Atkinson     | Stéphane Prévot      | 8              |
| Qatar World Rally Team,         | Citroën                     | Citroën DS3 WRC            | M     | 7  | Hans Weijs (en)    | Bjorn Degandt        | 13             |
| Citroën Junior World Rally Team | Citroën                     | Citroën DS3 WRC            | M     | 8  | Thierry Neuville   | Nicolas Gilsoul      | 3-6, 8-11, 13  |
| Brazil World Rally Team         | Ford                        | Ford Fiesta RS WRC         | M     | 9  | Daniel Oliveira    | Carlos Magalhaes     | 4-6, 9, 11, 13 |
| Adapta World Rally Team,        | Ford                        | Ford Fiesta RS WRC         | M     | 10 | Mads Østberg       | Jonas Andersson      | 3-6, 8-13      |
| WRC Team Mini Portugal,         | Mini (écurie officielle)    | Mini John Cooper Works WRC | M     | 12 | Armindo Araújo     | Miguel Ramalho       | 2-8            |
| WRC Team Mini Portugal,         | Mini (écurie officielle)    | Mini John Cooper Works WRC | M     | 12 | Chris Atkinson     | Stéphane Prévot      | 9-10, 12       |
| WRC Team Mini Portugal,         | Mini (écurie officielle)    | Mini John Cooper Works WRC | M     | 12 | Chris Atkinson     | Glenn MacNeall       | 11, 13         |
| WRC Team Mini Portugal,         | Mini (écurie officielle)    | Mini John Cooper Works WRC | M     | 14 | Paulo Nobre        | Edu Paula            | 2-13           |

### Autres écuries et équipages
| Écurie                                            | Constructeur                     | Voiture                    | Pneus | Pilote                     | Copilote            | Manches              |
| ------------------------------------------------- | -------------------------------- | -------------------------- | ----- | -------------------------- | ------------------- | -------------------- |
| M-Sport Ford World Rally Team                     | Ford                             | Ford Fiesta RS WRC         | M     | François Delecour          | Dominique Savignoni | 1                    |
| M-Sport Ford World Rally Team                     | Ford                             | Ford Fiesta RS WRC         | M     | Michał Sołowow (en)        | Maciej Baran        | 2                    |
| M-Sport Ford World Rally Team                     | Ford                             | Ford Fiesta RS WRC         | M     | Dennis Kuipers (en)        | Robin Buysmans      | 4                    |
| M-Sport Ford World Rally Team                     | Ford                             | Ford Fiesta RS WRC         | M     | Jan Habig                  | Robbie Durant       | 10                   |
| M-Sport Ford World Rally Team                     | Ford                             | Ford Fiesta RS WRC         | M     | Matthew Wilson             | Scott Martin        | 10                   |
| Go Fast Energy World Rally Team                   | Ford                             | Ford Fiesta RS WRC         | M     | Matthew Wilson             | Scott Martin        | 1                    |
| Go Fast Energy World Rally Team                   | Ford                             | Ford Fiesta RS WRC         | M     | Henning Solberg            | Ilka Minor          | 1-2                  |
| Adapta World Rally Team                           | Ford                             | Ford Fiesta RS WRC         | M     | Mads Østberg               | Jonas Andersson     | 2                    |
| Adapta World Rally Team                           | Ford                             | Ford Fiesta RS WRC         | M     | Eyvind Brynildsen          | Cato Menkerud       | 2                    |
| Czech Ford National Team                          | Ford                             | Ford Fiesta RS WRC         | M     | Martin Prokop              | Zdeněk Hrůza        | 1-2, 4-5, 8-13       |
| Monster World Rally Team                          | Ford                             | Ford Fiesta RS WRC         | M     | Chris Atkinson             | Stéphane Prévot     | 3                    |
| Monster World Rally Team                          | Ford                             | Ford Fiesta RS WRC         | M     | Ken Block                  | Alex Gelsomino      | 3, 7-8               |
| Team Emap Yacco Julien Maurin                     | Ford                             | Ford Fiesta RS WRC         | M     | Julien Maurin              | Olivier Ural        | 1, 11                |
| Autotek                                           | Ford                             | Ford Fiesta RS WRC         | M     | Spýros Pavlídis            | Nicolas Klinger     | 6                    |
| Oleksiy Tamrazov                                  | Ford                             | Ford Fiesta RS WRC         | M     | Oleksiy Tamrazov           | Alexander Gorbik    | 6                    |
| Jari Ketomaa                                      | Ford                             | Ford Fiesta RS WRC         | D     | Jari Ketomaa               | Mika Stenberg       | 2, 4, 7-8            |
| Ricardo Triviño                                   | Ford                             | Ford Fiesta RS WRC         | D     | Ricardo Triviño            | Àlex Haro           | 3                    |
| Evgeny Novikov                                    | Ford                             | Ford Fiesta RS WRC         | D     | Evgeny Novikov             | Ilka Minor          | 13                   |
| Van Merksteijn Motorsport (en)                    | Citroën                          | Citroën DS3 WRC            | M     | Peter van Merksteijn, Sr., | Eddy Chevaillier    | 1                    |
| Van Merksteijn Motorsport (en)                    | Citroën                          | Citroën DS3 WRC            | M     | Peter van Merksteijn, Jr., | Eddy Chevaillier    | 2, 4, 9              |
| Citroën Junior World Rally Team                   | Citroën                          | Citroën DS3 WRC            | M     | Thierry Neuville           | Nicolas Gilsoul     | 1-2                  |
| Collectif Equipe de France Rallye                 | Citroën                          | Citroën DS3 WRC            | M     | Sébastien Chardonnet       | Thibault de la Haye | 11                   |
| Luca Pedersoli                                    | Citroën                          | Citroën DS3 WRC            | M     | Luca Pedersoli             | Matteo Romano       | 12                   |
| Armindo Araújo World Rally Team,                  | Mini                             | Mini John Cooper Works WRC | M     | Armindo Araújo             | Miguel Ramalho      | 1                    |
| Palmeirinha Rally,                                | Mini                             | Mini John Cooper Works WRC | M     | Paulo Nobre                | Edu Paula           | 1                    |
| Eljas Motorsport                                  | Mini                             | Mini John Cooper Works WRC | M     | Richard Göransson          | Anders Fredriksson  | 2                    |
| \| \| Mini WRC Team Prodrive WRC Team[27],[35] \| | Mini                             | Mini John Cooper Works WRC | M     | Dani Sordo                 | Carlos del Barrio   | 1-2, 4, 7, 9, 11, 13 |
| \| \| Mini WRC Team Prodrive WRC Team[27],[35] \| | Mini                             | Mini John Cooper Works WRC | M     | Pierre Campana             | Sabrina de Castelli | 1                    |
| \| \| Mini WRC Team Prodrive WRC Team[27],[35] \| | Mini                             | Mini John Cooper Works WRC | M     | Patrik Sandell,            | Staffan Parmander   | 2                    |
| \| \| Mini WRC Team Prodrive WRC Team[27],[35] \| | Mini                             | Mini John Cooper Works WRC | M     | Patrik Sandell,            | Maria Andersson     | 4                    |
| \| \| Mini WRC Team Prodrive WRC Team[27],[35] \| | Mini                             | Mini John Cooper Works WRC | M     | Jarkko Nikara              | Jarkko Kalliolepo   | 13                   |
| Eliseo Salazar                                    | Mini                             | Mini John Cooper Works WRC | M     | Eliseo Salazar             | Marc Martí          | 5                    |
| Seashore Qatar Rally Team                         | Mini                             | Mini John Cooper Works WRC | M     | Abdulaziz Al-Kuwari        | Nicola Arena        | 6                    |
| Seashore Qatar Rally Team                         | Mini                             | Mini John Cooper Works WRC | M     | Abdulaziz Al-Kuwari        | Killian Duffy       | 13                   |
| Yvan Muller                                       | Mini                             | Mini John Cooper Works WRC | M     | Yvan Muller                | Guy Leneveu         | 11                   |
| Romain Dumas                                      | Mini                             | Mini John Cooper Works WRC | M     | Romain Dumas               | Mathieu Baumel      | 11                   |
| Volkswagen Motorsport                             | Škoda                            | Škoda Fabia S2000          | M     | Sébastien Ogier            | Julien Ingrassia    | 1-6, 8-13            |
| Volkswagen Motorsport                             | Škoda                            | Škoda Fabia S2000          | M     | Kévin Abbring              | Lara Vanneste       | 1                    |
| Volkswagen Motorsport                             | Škoda                            | Škoda Fabia S2000          | M     | Kévin Abbring              | Frédéric Miclotte   | 3-4, 10              |
| Volkswagen Motorsport                             | Škoda                            | Škoda Fabia S2000          | M     | Andreas Mikkelsen,         | Ola Fløene          | 2, 5-6, 9, 11-13     |
| Volkswagen Motorsport                             | Škoda                            | Škoda Fabia S2000          | M     | Sepp Wiegand               | Timo Gottschalk     | 9                    |
|                                                   | Mini WRC Team Prodrive WRC Team, |                            |       |                            |                     |                      |

## Calendrier et règlement

### Manches du championnat
- Le rallye Monte-Carlo fait son retour en tant que manche d'ouverture du mondial après 3 ans d'absence.
- Le rallye de Jordanie est retiré du calendrier.
- Le rallye de Nouvelle-Zélande remplace le rallye d'Australie comme le prévoit l'accord d'alternance entre les deux pays océaniques.
- Le rallye de Sardaigne, manche italienne du mondial, devait être remplacé par la Targa Florio qui se déroule en Sicile mais reste finalement maintenu en raison d'un budget plus important que son rival.
- Le rallye de Grande-Bretagne ne sera pas la manche de clôture de la saison pour la 5e fois depuis la création du championnat du monde des rallyes (après les éditions 1986, 1996, 2004 et 2005).

## Résultats
| Manche | Rallye                                                        | Podium | Podium             | Podium                     | Podium                         | Podium            |
| Manche | Rallye                                                        | Pos.   | Pilote             | Voiture                    | Équipe                         | Temps             |
| ------ | ------------------------------------------------------------- | ------ | ------------------ | -------------------------- | ------------------------------ | ----------------- |
| 1re    | Rallye Monte-Carlo 18-22 janvier résultats détaillés          | 1er    | Sébastien Loeb     | Citroën DS3 WRC            | Citroën Total World Rally Team | 4 h 32 min 39 s 9 |
| 1re    | Rallye Monte-Carlo 18-22 janvier résultats détaillés          | 2e     | Daniel Sordo       | Mini John Cooper Works WRC | Mini World Rallye Team         | 4 h 35 min 25 s 4 |
| 1re    | Rallye Monte-Carlo 18-22 janvier résultats détaillés          | 3e     | Petter Solberg     | Ford Fiesta RS WRC         | Ford World Rally Team          | 4 h 35 min 54 s 1 |
|        |                                                               |        |                    |                            |                                |                   |
| 2e     | Rallye de Suède 9-12 février résultats détaillés              | 1er    | Jari-Matti Latvala | Ford Fiesta RS WRC         | Ford World Rally Team          | 3 h 18 min 28 s 3 |
| 2e     | Rallye de Suède 9-12 février résultats détaillés              | 2e     | Mikko Hirvonen     | Citroën DS3 WRC            | Citroën Total World Rally Team | 3 h 18 min 44 s 9 |
| 2e     | Rallye de Suède 9-12 février résultats détaillés              | 3e     | Mads Østberg       | Ford Fiesta RS WRC         | Adapta World Rally Team        | 3 h 19 min 07 s 1 |
|        |                                                               |        |                    |                            |                                |                   |
| 3e     | Rallye du Mexique 8-11 mars résultats détaillés               | 1er    | Sébastien Loeb     | Citroën DS3 WRC            | Citroën Total World Rally Team | 4 h 15 min 32 s 7 |
| 3e     | Rallye du Mexique 8-11 mars résultats détaillés               | 2e     | Mikko Hirvonen     | Citroën DS3 WRC            | Citroën Total World Rally Team | 4 h 16 min 15 s 1 |
| 3e     | Rallye du Mexique 8-11 mars résultats détaillés               | 3e     | Petter Solberg     | Ford Fiesta RS WRC         | Ford World Rally Team          | 4 h 17 min 44 s 1 |
|        |                                                               |        |                    |                            |                                |                   |
| 4e     | Rallye du Portugal 29 mars-1er avril résultats détaillés      | 1er    | Mads Østberg       | Ford Fiesta RS WRC         | Adapta World Rally Team        | 4 h 21 min 16 s 1 |
| 4e     | Rallye du Portugal 29 mars-1er avril résultats détaillés      | 2e     | Evgeny Novikov     | Ford Fiesta RS WRC         | M-Sport Ford World Rally Team  | 4 h 22 min 49 s 3 |
| 4e     | Rallye du Portugal 29 mars-1er avril résultats détaillés      | 3e     | Petter Solberg     | Ford Fiesta RS WRC         | Ford World Rally Team          | 4 h 23 min 11 s 7 |
|        |                                                               |        |                    |                            |                                |                   |
| 5e     | Rallye d'Argentine 27-29 avril résultats détaillés            | 1er    | Sébastien Loeb     | Citroën DS3 WRC            | Citroën Total World Rally Team | 5 h 34 min 38 s 8 |
| 5e     | Rallye d'Argentine 27-29 avril résultats détaillés            | 2e     | Mikko Hirvonen     | Citroën DS3 WRC            | Citroën Total World Rally Team | 5 h 34 min 54 s 0 |
| 5e     | Rallye d'Argentine 27-29 avril résultats détaillés            | 3e     | Mads Østberg       | Ford Fiesta RS WRC         | Adapta World Rally Team        | 5 h 37 min 49 s 2 |
|        |                                                               |        |                    |                            |                                |                   |
| 6e     | Rallye de l'Acropole 25-27 mai résultats détaillés            | 1er    | Sébastien Loeb     | Citroën DS3 WRC            | Citroën Total World Rally Team | 4 h 42 min 03 s 3 |
| 6e     | Rallye de l'Acropole 25-27 mai résultats détaillés            | 2e     | Mikko Hirvonen     | Citroën DS3 WRC            | Citroën Total World Rally Team | 4 h 42 min 43 s 3 |
| 6e     | Rallye de l'Acropole 25-27 mai résultats détaillés            | 3e     | Jari-Matti Latvala | Ford Fiesta RS WRC         | Ford World Rally Team          | 4 h 45 min 08 s 1 |
|        |                                                               |        |                    |                            |                                |                   |
| 7e     | Rallye de Nouvelle-Zélande 22-24 juin résultats détaillés     | 1er    | Sébastien Loeb     | Citroën DS3 WRC            | Citroën Total World Rally Team | 4 h 04 min 51 s 2 |
| 7e     | Rallye de Nouvelle-Zélande 22-24 juin résultats détaillés     | 2e     | Mikko Hirvonen     | Citroën DS3 WRC            | Citroën Total World Rally Team | 4 h 05 min 20 s 8 |
| 7e     | Rallye de Nouvelle-Zélande 22-24 juin résultats détaillés     | 3e     | Petter Solberg     | Ford Fiesta RS WRC         | Ford World Rally Team          | 4 h 06 min 27 s 6 |
|        |                                                               |        |                    |                            |                                |                   |
| 8e     | Rallye de Finlande 2-5 août résultats détaillés               | 1er    | Sébastien Loeb     | Citroën DS3 WRC            | Citroën Total World Rally Team | 2 h 28 min 11 s 4 |
| 8e     | Rallye de Finlande 2-5 août résultats détaillés               | 2e     | Mikko Hirvonen     | Citroën DS3 WRC            | Citroën Total World Rally Team | 2 h 28 min 17 s 5 |
| 8e     | Rallye de Finlande 2-5 août résultats détaillés               | 3e     | Jari-Matti Latvala | Ford Fiesta RS WRC         | Ford World Rally Team          | 2 h 28 min 46 s 4 |
|        |                                                               |        |                    |                            |                                |                   |
| 9e     | Rallye d'Allemagne 24-26 août résultats détaillés             | 1er    | Sébastien Loeb     | Citroën DS3 WRC            | Citroën Total World Rally Team | 3 h 41 min 52 s 4 |
| 9e     | Rallye d'Allemagne 24-26 août résultats détaillés             | 2e     | Jari-Matti Latvala | Ford Fiesta RS WRC         | Ford World Rally Team          | 3 h 43 min 52 s 5 |
| 9e     | Rallye d'Allemagne 24-26 août résultats détaillés             | 3e     | Mikko Hirvonen     | Citroën DS3 WRC            | Citroën Total World Rally Team | 3 h 44 min 23 s 8 |
|        |                                                               |        |                    |                            |                                |                   |
| 10e    | Rallye de Grande-Bretagne 13-16 septembre résultats détaillés | 1er    | Jari-Matti Latvala | Ford Fiesta RS WRC         | Ford World Rally Team          | 3 h 03 min 40 s 3 |
| 10e    | Rallye de Grande-Bretagne 13-16 septembre résultats détaillés | 2e     | Sébastien Loeb     | Citroën DS3 WRC            | Citroën Total World Rally Team | 3 h 04 min 08 s 1 |
| 10e    | Rallye de Grande-Bretagne 13-16 septembre résultats détaillés | 3e     | Petter Solberg     | Ford Fiesta RS WRC         | Ford World Rally Team          | 3 h 04 min 09 s 0 |
|        |                                                               |        |                    |                            |                                |                   |
| 11e    | Rallye d'Alsace 4-7 octobre résultats détaillés               | 1er    | Sébastien Loeb     | Citroën DS3 WRC            | Citroën Total World Rally Team | 3 h 32 min 53 s 0 |
| 11e    | Rallye d'Alsace 4-7 octobre résultats détaillés               | 2e     | Jari-Matti Latvala | Ford Fiesta RS WRC         | Ford World Rally Team          | 3 h 33 min 08 s 5 |
| 11e    | Rallye d'Alsace 4-7 octobre résultats détaillés               | 3e     | Mikko Hirvonen     | Citroën DS3 WRC            | Citroën Total World Rally Team | 3 h 33 min 37 s 1 |
|        |                                                               |        |                    |                            |                                |                   |
| 12e    | Rallye de Sardaigne 18-21 octobre résultats détaillés         | 1er    | Mikko Hirvonen     | Citroën DS3 WRC            | Citroën Total World Rally Team | 3 h 23 min 54 s 9 |
| 12e    | Rallye de Sardaigne 18-21 octobre résultats détaillés         | 2e     | Evgeny Novikov     | Ford Fiesta RS WRC         | M-Sport Ford World Rally Team  | 3 h 25 min 15 s 5 |
| 12e    | Rallye de Sardaigne 18-21 octobre résultats détaillés         | 3e     | Ott Tänak          | Ford Fiesta RS WRC         | M-Sport Ford World Rally Team  | 3 h 26 min 16 s 0 |
|        |                                                               |        |                    |                            |                                |                   |
| 13e    | Rallye de Catalogne 8-11 novembre résultats détaillés         | 1er    | Sébastien Loeb     | Citroën DS3 WRC            | Citroën Total World Rally Team | 4 h 14 min 29 s 1 |
| 13e    | Rallye de Catalogne 8-11 novembre résultats détaillés         | 2e     | Jari-Matti Latvala | Ford Fiesta RS WRC         | Ford World Rally Team          | 4 h 14 min 36 s 1 |
| 13e    | Rallye de Catalogne 8-11 novembre résultats détaillés         | 3e     | Mikko Hirvonen     | Citroën DS3 WRC            | Citroën Total World Rally Team | 4 h 16 min 15 s 9 |
|        |                                                               |        |                    |                            |                                |                   |

## Classements

### Classement des pilotes
Selon le système de points en vigueur, les 10 premiers équipages remportent des points, 25 points pour le premier, puis 18, 15, 12, 10, 8, 6, 4, 2 et 1.
| Rang | Pilote                  | Rallyes | Rallyes | Rallyes | Rallyes | Rallyes | Rallyes | Rallyes | Rallyes | Rallyes | Rallyes | Rallyes | Rallyes | Rallyes | Total points |
| Rang | Pilote                  | MON     | SUE     | MEX     | POR     | ARG     | GRE     | NZL     | FIN     | GER     | GBR     | FRA     | ITA     | ESP     | Total points |
| ---- | ----------------------- | ------- | ------- | ------- | ------- | ------- | ------- | ------- | ------- | ------- | ------- | ------- | ------- | ------- | ------------ |
| 1er  | Sébastien Loeb          | 283     | 113     | 272     | Ab.     | 25      | 283     | 261     | 261     | 283     | 202     | 25      | Ab.     | 261     | 270          |
| 2e   | Mikko Hirvonen          | 142     | 18      | 18      | Dq.     | 202     | 191     | 18      | 213     | 172     | 133     | 15      | 25      | 15      | 213          |
| 3e   | Jari-Matti Latvala      | Ab.     | 261     | Ab.     | 2       | -       | 172     | 93      | 15      | 18      | 261     | 18      | 2       | 213     | 154          |
| 4e   | Mads Østberg            | -       | 15      | 131     | 25      | 15      | 12      | -       | 10      | 12      | 12      | 111     | 12      | 12      | 149          |
| 5e   | Petter Solberg          | 15      | 142     | 183     | 15      | 113     | Ab.     | 172     | 142     | 0       | 15      | 0       | 53      | 0       | 124          |
| 6e   | Evgeny Novikov          | 111     | 10      | Ab.     | 18      | 4       | Ab.     | 12      | 0       | Ab.     | 8       | 6       | 18      | 1       | 88           |
| 7e   | Thierry Neuville        | Ab.     | 0       | 0       | 4       | 10      | 8       | 10      | 0       | 0       | 6       | 142     | 1       | 0       | 53           |
| 8e   | Ott Tänak               | 4       | Ab.     | 10      | 1       | 1       | 2       | Ab.     | 8       | Ab.     | Ab.     | 113     | 15      | Ab.     | 52           |
| 9e   | Martin Prokop           | 2       | 2       | -       | 10      | 12      | 10      | -       | 2       | Ab.     | 2       | 2       | 4       | 0       | 46           |
| 10e  | Sébastien Ogier         | Ab.     | 0       | 4       | 6       | 6       | 6       | -       | 1       | 8       | 0       | 0       | 10      | Ab.     | 41           |
| 11e  | Dani Sordo              | 18      | Ab.     | -       | 3       | Ab.     | -       | 8       | -       | 2       | -       | Ab.     | -       | 42      | 35           |
| 12e  | Nasser Al-Attiyah       | -       | 0       | 8       | 12      | 31      | Ab.     | -       | -       | 4       | 1       | Ab.     | -       | -       | 28           |
| 13e  | Chris Atkinson          | -       | Np.     | Ab.     | -       | -       | -       | -       | 0       | 10      | 0       | 4       | 8       | 6       | 28           |
| 14e  | Andreas Mikkelsen       | -       | 0       | -       | -       | Ab.     | Ab.     | -       | 0       | 71      | -       | 0       | 6       | 0       | 13           |
| 15e  | Armindo Araujo          | 1       | 0       | 6       | 0       | Ab.     | 0       | 4       | 0       | -       | -       | -       | -       | -       | 11           |
| 16e  | Jarkko Nikara (en)      | -       | -       | -       | -       | -       | -       | -       | 0       | -       | -       | -       | -       | 10      | 10           |
| 17e  | Craig Breen             | 0       | 0       | -       | Ab.     | -       | -       | -       | Ab.     | -       | 0       | 0       | -       | 8       | 8            |
| 18e  | François Delecour       | 8       | -       | -       | -       | -       | -       | -       | -       | -       | -       | -       | -       | -       | 8            |
| 19e  | Dennis Kuipers (en)     | -       | -       | -       | 8       | -       | -       | -       | -       | -       | -       | -       | -       | -       | 8            |
| 20e  | Henning Solberg         | 0       | 6       | Np.     | Np.     | -       | Np.     | Np.     | Np.     | -       | -       | -       | -       | -       | 6            |
| 21e  | Pierre Campana          | 6       | -       | -       | -       | -       | -       | -       | -       | -       | -       | -       | -       | -       | 6            |
| 22e  | Matti Rantanen          | -       | -       | -       | -       | -       | -       | -       | 6       | -       | -       | -       | -       | -       | 6            |
| 23e  | Jari Ketomaa            | -       | Ab.     | -       | 2       | -       | -       | 0       | 4       | -       | -       | -       | -       | -       | 6            |
| 24e  | Per-Gunnar Andersson    | Ab.     | 0       | -       | -       | -       | -       | 0       | 0       | -       | 0       | 0       | -       | 4       | 4            |
| 25e  | Matthew Wilson          | 0       | Np.     | -       | -       | -       | -       | -       | -       | -       | 4       | -       | -       | -       | 4            |
| 26e  | Yazeed Al-Rajhi         | -       | 0       | -       | Ab.     | -       | 4       | 0       | 0       | Ab.     | 0       | 0       | -       | 0       | 4            |
| 27e  | Patrik Sandell          | -       | 4       | -       | Ab.     | -       | -       | -       | -       | -       | -       | -       | -       | -       | 4            |
| 28e  | Ken Block               | -       | -       | 2       | -       | -       | -       | 2       | Ab.     | -       | -       | -       | -       | -       | 4            |
| 29e  | Abdulaziz Al-Kuwari     | -       | -       | -       | -       | -       | 1       | -       | -       | -       | -       | -       | -       | 0       | 1            |
| 30e  | Sébastien Chardonnet    | 0       | -       | -       | 0       | -       | 0       | -       | 0       | 0       | 0       | 1       | -       | -       | 1            |
| 31e  | Ricardo Triviño         | -       | -       | 1       | 0       | Ab.     | 0       | 0       | -       | 0       | -       | 0       | 0       | 0       | 1            |
| 32e  | Mathieu Arzeno          | Ab.     | -       | -       | -       | -       | -       | -       | -       | 1       | 0       | Ab.     | -       | -       | 1            |
| 33e  | Peter van Merksteijn jr | -       | 0       | -       | 1       | -       | -       | -       | -       | Ab.     | -       | -       | -       | -       | 1            |
| 34e  | Eyvind Brynildsen       | -       | 1       | -       | -       | -       | -       | -       | -       | -       | -       | -       | -       | -       | 1            |
| 35e  | Manfred Stohl           | -       | -       | -       | -       | -       | -       | 1       | -       | -       | -       | -       | -       | -       | 1            |
| 36e  | Luca Pedersoli          | -       | -       | -       | -       | -       | -       | -       | -       | -       | -       | -       | 1       | -       | 1            |

| Couleur | Résultat                                                         |
| ------- | ---------------------------------------------------------------- |
| Or      | Vainqueur                                                        |
| Argent  | 2e place                                                         |
| Bronze  | 3e place                                                         |
| Vert    | Classé, dans les points                                          |
| Bleu    | Classé, hors des points Non classé (Nc.)                         |
| Mauve   | Abandon (Ab.) Retrait (Re.)                                      |
| Noir    | Disqualifié (Dq.)                                                |
| Blanc   | N'a pas pris le départ (Np.) Forfait (Forf.) Épreuve annulée (A) |
| Aucune  | N'a pas participé (-)                                            |

3, 2, 1 : y compris les 3, 2 et 1 points attribués aux trois premiers de la spéciale télévisée (power stage).

### Classement des constructeurs
| Rang | Écurie                           | Rallyes | Rallyes | Rallyes | Rallyes | Rallyes | Rallyes | Rallyes | Rallyes | Rallyes | Rallyes | Rallyes | Rallyes | Rallyes | Total points |
| Rang | Écurie                           | MON     | SWE     | MEX     | POR     | ARG     | GRE     | NZL     | FIN     | GER     | GBR     | FRA     | ITA     | ESP     | Total points |
| ---- | -------------------------------- | ------- | ------- | ------- | ------- | ------- | ------- | ------- | ------- | ------- | ------- | ------- | ------- | ------- | ------------ |
| 1er  | Citroën Total World Rally Team   | 37      | 28      | 43      | 0       | 43      | 43      | 43      | 43      | 40      | 28      | 40      | 25      | 40      | 453          |
| 2e   | Ford World Rally Team            | 15      | 40      | 15      | 26      | 10      | 15      | 23      | 27      | 26      | 40      | 22      | 22      | 28      | 309          |
| 3e   | M-Sport Ford World Rally Team    | 16      | 12      | 10      | 31      | 12      | 10      | 12      | 12      | 0       | 8       | 14      | 33      | 0       | 170          |
| 4e   | Adapta World Rally Team          | -       | -       | 12      | -       | 15      | -       | -       | 10      | 12      | 12      | 10      | -       | 12      | 83           |
| 5e   | Citroën Junior World Rally Team  | -       | -       | 6       | 12      | 12      | 12      | -       | 6       | 6       | 6       | 12      | -       | -       | 72           |
| 6e   | Qatar World Rally Team           | -       | 8       | 8       | 15      | 6       | 0       | 10      | 2       | 10      | 4       | 0       | 8       | 0       | 71           |
| 7e   | Brazil World Rally Team          | -       | -       | -       | 10      | 0       | 0       | 6       | -       | 4       | -       | 0       | -       | 8       | 28           |
| 8e   | Mini WRC Team+                   | 26      | 0       | -       | -       | -       | -       | -       | -       | -       | -       | -       | -       | -       | 26           |
| -    | Armindo Araújo World Rally Team? | 4       | -       | -       | -       | -       | -       | -       | -       | -       | -       | -       | -       | -       | 0            |
| -    | Palmeirinha Rally?               | 2       | -       | -       | -       | -       | -       | -       | -       | -       | -       | -       | -       | -       | 0            |

Notes :
- + -- Le Mini World Rallye Team a perdu son statut de constructeur en février quand BMW lui a retiré son support officiel. Le team conserve les points gagnés lors du Rallye Monte-Carlo 2012, bien que désormais non-inscrit en tant que constructeur officiel. Il est remplacé par le WRC Team Mini Portugal, qui devient le team officiel Mini supporté par l'usine[43].
- ? -- Armindo Araújo World Rally Team et Palmeirinha Rally fusionnent pour former le WRC Team Mini Portugal. Les points marqués au championnat constructeurs lors du Rallye Monte-Carlo 2012 leur sont retirés[43].